# Игая, Тихару
Тихару Игая (яп. 猪谷 千春 Игая Тихару, род. 20 мая 1931 года в Томари) — японский горнолыжник, участник трёх Олимпиад. Призёр Олимпийских игр и чемпионатов мира.

## Биография
Тихару Игая родился на острове Хоккайдо, но высшее образование получил в США, закончил Дартмутский колледж. Там же он участвовал в национальных чемпионатах США и в 1954 году даже выиграл его в слаломе.
В 1952 году на Олимпиаде в Осло Игая впервые стартовал на зимних Играх. Японец стартовал в трёх видах программы, а его лучшим результатом стало 11 место в слаломе.
Через четыре года, в Кортинед’Ампеццо Игая завоевал серебряную медаль в комбинации, уступив только легендарному австрийцу Тони Зайлеру. При этом Олимпиада параллельно являлась и чемпионатом мира, поэтому кроме олимпийской медали японец получил и медаль чемпионата мира. По состоянию на 2015 год Тихару Игая является единственным японским горнолыжником, выигравшем олимпийскую медаль в горнолыжном спорте.
В 1958 году на чемпионате мира в Австрии Игая завоевал бронзовую медаль в слаломе и стал четвёртым в зачёте комбинации.
Лучшим результатом японца на Олимпиаде-1960 стало 12 место в слаломе. После этой Олимпиады японец завершил спортивную карьеру.
С 1982 по 2012 год Тихару Игая был членом МОК, с 2012 — почётный член МОК.

## Тихару Игая на Олимпийских играх
| Олимпийские игры       | Скоростной спуск | Гигантский слалом | Слалом |
| ---------------------- | ---------------- | ----------------- | ------ |
| 1952 Осло              | 24               | 20                | 11     |
| 1956 Кортина-д’Ампеццо | DNF              | 11                | 2      |
| 1960 Скво-Велли        | 34               | 23                | 12     |